# Wadicosa bleyi
Wadicosa bleyi is een spinnensoort uit de familie van de  wolfspinnen (Lycosidae). De wetenschappelijke naam van de soort werd voor het eerst geldig gepubliceerd in 1908 door Maria Dahl als Lycosa bleyi
De soort komt voor in Papoea-Nieuw-Guinea